# Jaya Sri Maha Bodi
Jaya Sri Maha Bodi (singalsko ජය ශ්රී මහා බොධිය) je sveti figovec v vrtovih Mahamewna v Anuradhapuri na Šrilanki. 
Pravijo, da je desna veja (južna veja) zgodovinskega Sri Maha Bodija iz Buda Gaya v Indiji, pod katerim je Buda dosegel razsvetljenje. Zasajeno je bilo leta 288 pr. n. št. , in je najstarejše živo posajeno drevo na svetu z znanim datumom sajenja . Danes je ena od najbolj svetih relikvij budistov na Šrilanki in ga budisti spoštujejo po vsem svetu.
Drugi figovci, ki obkrožajo sveto drevo, ga ščitijo pred neurjem in živalmi, kot so opice, netopirji itd.
Aprila 2014 je vlada prepovedala vsa gradbena dela znotraj 500 metrov od drevesa. Dovoljena bo samo gradnja, ki očitno ne škodi drevesu. 

## Verski in socialni pomen
Že od nekdaj so Budisti na otoku imeli običaj obiskati in se pokloniti najsvetejšemu drevesu Bodi. To je letni obisk za romarje iz oddaljenih vasi. Obiščejo mesto Anuradhapura in se poklonijo Sri Maha Bodiju. Že od nekdaj oskrbnik dnevno izvaja različna darovanja. Budisti na splošno trdno verjamejo, da bodo darovi, ki so jih dali Jaya Sri Maha Bodiju, prinesli pomembne in pozitivne spremembe v njihovo življenje. Za mnoge budiste je bilo tudi običajno, da so pred Jaya Sri Maha Bodijem sklenili posebne zaobljube, na primer za varno rojstvo svojih otrok brez deformacij, za zdravljenje različnih bolezni in za številne druge vrste primerov. Prav tako je bila dolgoletna tradicija med kmeti okoli Anuradhapure, da bi drevesu Sri Maha Bodiju ponudili riž, pripravljen iz prve žetve. Trdno verjamejo, da takšna darovanja vodijo v trajno proizvodnjo riža z najmanj suše, napadov škodljivcev, vključno s škodo, ki jo povzročajo sloni.

## Zgodovina
V 3. stoletju pred našim štetjem ga je na Šrilanko pripeljala Sangamitta Theri (v Pali  Sanghamitra), hči cesarja Ašoka in ustanoviteljica redov budističnih nun na Šrilanki. Leta 288 pr. n. št. ga je kralj Devanampiya Tissa zasadil na visoki terasi, približno 6,5 m nad tlemi v parku Mahamevnāwa v Anuradhapuro in obdal z ograjo.

## Prispevek
Številni starodavni kralji so darovali na tem verskem mestu. Kralj Vasaba (vladal od 65 do 107) je postavil štiri kipe Bude na štirih straneh svetega drevesa. Kralj Voharika Tissa (214 - 236) je dodal kovinske kipe. Kralj Mahanaga (569 - 571) je zgradil vodni kanal okrog svetega drevesa, kralj Sena II. (846 - 866) ga je obnovil. [10]
Sedanji zid je zgradil Ilupandeniye Athtadassi Thero v času kralja Kirti Sri Rajasinha (1747-1782), da bi ga zaščitil pred divjimi sloni, ki bi drevo lahko poškodovali. Višina zidu je 3,0 m, debelina pa 1,5 m; dolžina od severa do juga je 118,3 m in od vzhoda do zahoda 83,5 m.
Prvo zlato ograjo okrog svetega drevesa so zgradili nekateri budistični privrženci v Kandiju pod vodstvom Yatirawana Narade Thera leta 1969. Železno ograjo pod zgornjo zlato ograjo so postavili ljudje Gonagala pod vodstvom Yagirala Pannananda Thera.

## Antični modeli
Dva kipa Bude lahko vidimo v hiši podob; kamnit kip stoji na desni strani kamnitega zidu. Kobra kamen je zelo redka oblika, ki prikazuje reliefno figuro kobre. V tem verskem mestu je več monolitnih glav z navadnimi rezi.

## Odkritje
Razvaline starodavne zgradbe imenovane Mayura Pirivena (samostan Mayura) so našli na jugozahodu Jaya Sri Maha Bodija, v bližini pa so vidne ruševine stupe, imenovane Dakkhina Tupa (južni samostan).
Glede na starodavne šrilanške kronike so nekoč v preteklosti zgradili nekatere zidove in terase, ki obkrožajo sveto drevo. Mahavamsa navaja, da je kralj Gothabhaya (249 - 262) zgradil steno iz lomljenca. Dipavamsa poroča, da je kamnito teraso in mrežasto ograjo postavil kralj Kirthi Sri Meghavarna (302 - 330).
Med izkopavanji za rekonstrukcijo sedanjega zidu so našli ruševine iz lomljenca iz časa kralja Gotabhya in kamnito teraso skupaj z mrežo, ki jo je zgradil kralj Kirthi Sri Meghavarna. Ta je bila ohranjena na mestu in javno dostopna od januarja 2010.

## Incidenti
Leta 1907 in 1911 sta padli dve veji svetega drevesa. Nek posameznik je leta 1929 odrezal vejo. Tamilski Tigri so leta 1985 streljali in masakrirali številne singalske budiste na zgornji terasi. Ta incident je znan kot pokol v Anuradhapuri. 